# 楊繼繩

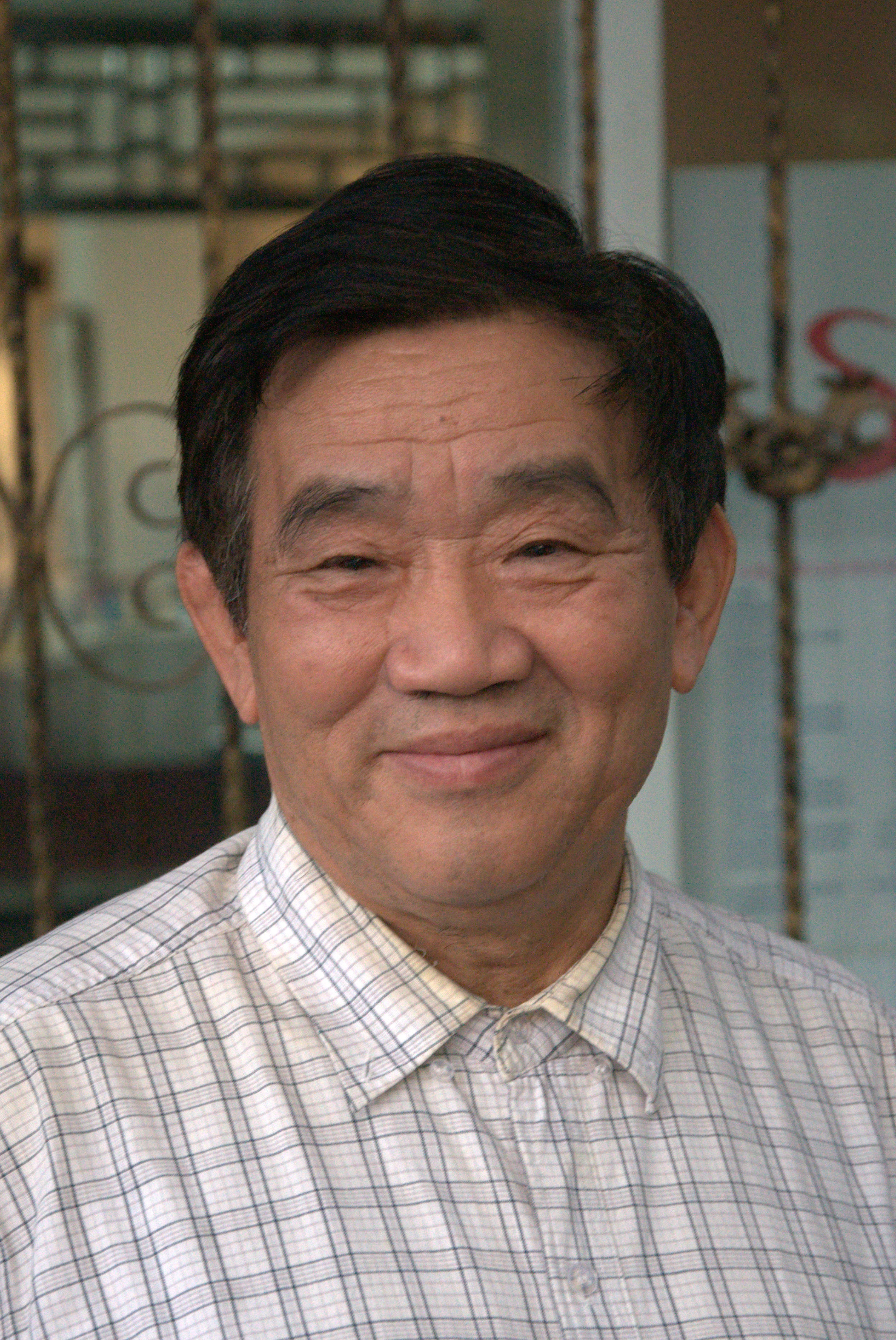
楊繼繩於北京三味書屋書店外，攝於2010年9月18日

楊繼繩（1940年11月—），湖北省浠水縣人，新華社退休高級記者、中国新闻学院教授，曾任《炎黃春秋》雜誌副社長，現居北京，已婚並有一子一女。

## 生平
1960年，楊繼繩考入清華大學動力系拖拉機專業，學制6年。1964年4月加入中國共產黨。1966年畢業時趕上了文化大革命爆發，1968年1月加入新華社天津分社任記者。任記者時發表多篇社會探討性文章，如1972年的《天津駐軍大量佔用民房嚴重影響軍民關係》、《天津勞動生產力調查》，80年代撰寫學術性文章。在新華社工作期間，楊繼繩先后担任新華社天津分社記者、高級記者，《經濟參考報》編委兼理論部主任，新聞出版中心主任，新聞調查部主任，香港《中國市場》雜誌總編。楊繼繩1984年被評為全國首屆優秀新聞工作者，1992年被評為享受國務院政府特殊津貼專家。
2001年，楊繼繩从新华社退休，先後擔任《中國改革》、《中國企業家》、《方法》等多家雜誌的編委，繼續評論寫作。2003年初，任《炎黃春秋》雜誌副社長。
楊繼繩於2004年末在香港出版《中國改革年代的政治鬥爭》一書，披露了他在1976年毛澤東逝世至1989年六四事件中他的親身採訪資料，並刊載了六四後被軟禁的趙紫陽與他的三次訪談內容。因楊繼繩與趙紫陽曾承諾訪談內容在趙在世時不會出版，故直至2004年末趙病重時才付印面世，因題材敏感及他的新華社記者身份，出版時頗受注目，該著作亦有被其他媒體引述（如日本《產經新聞》之《鄧小平秘錄》）。
至於1999年4月完稿之《中國社會各階層分析》一書，早在2000年已在香港發行，卻在中國大陸出版屢遭阻撓，分別在今日中國出版社（1999年）與北京三聯書店（2002年）出版未果。而經增補資料的書稿在2006年透過花城出版社與甘肅人民出版社出版，與香港版本相比雖有刪節（分別在第二章與第十八章的最後一節），但仍受警告，其書不能參展或重印。楊繼繩懷疑是因為2004年末在香港出版的《中國改革年代的政治鬥爭》一書之關係，遂於2007年1月投書至時任中共中央宣傳部部長劉雲山，批評當局違憲剝奪他的出版權利（詳見外部連結）。2011年，此書終於解禁，公開發售。
2008年出版他的代表作《墓碑》。2010年3月，《三十年河東：權力市場經濟的困境》在中國出版，也是楊在中國首部唯一政經評論集。各大媒體報刊紛紛報導採訪轉載。
2015年初，楊繼繩有意離開工作十多年的《炎黃春秋》副社長；後於7月1日離任，同月中發表《致炎黃春秋社委會和全體讀者的告別信》和《向國家新聞出版廣電總局的最後陳述》兩封公開信；前信內表示雜誌社內完成新舊編輯部交接後，並表示在同年4月10日被新華社黨組成員約談要求退出，後信討論国家新闻出版广电总局同年4月10日向雜誌社發出之《警示通知書》提到之37篇沒有按照（1997）860号办法的15個選題方向報備而「違規」文章的理據，並詳述近年報備後文章有三分之二至九成均不能刊發之理據，並引述法學家之論證其行為違憲與越權之嫌。

## 荣誉
2013年，《墓碑》獲得曼哈頓研究所（Manhattan Institute）的海耶克圖書獎（The Hayek Book and Lecture Prize）。2013年5月29日，楊繼繩在紐約領海耶克圖書獎，並發表演講。前美國財政部副部長約翰·B·泰勒稱讚《墓碑》，認為每一頁都是海耶克所警告過的例子：政治領導人以知識的幌子，認為不需要家庭與個人積極性，意想不到的後果是餓死3600萬人；以計划經濟取代價格來提供資訊、信號和激勵機制的荒謬。
2015年11月，《墓碑》獲得瑞典史迪格·拉森獎。
2016年，哈佛大学尼曼基金会将2016年的路易斯·里昂奖授予杨继绳，以表彰他“眼光宏大和无所畏惧的报道”。尼曼基金会在其授予杨继绳里昂奖的公告中说：“杨继绳具有开创性的书《墓碑-中国六十年代大饥荒纪实》以法医般的细节记录了20世纪人类最大的灾难之一的真正规模。它讲述了毛泽东所推行的令人毛骨悚然的大跃进政策导致大约三千六百万中国人死亡，其中大部分人是被饿死，也有人死于酷刑和谋杀。在中国被禁的《墓碑》已经获得许多嘉奖。”由于他的前工作单位告知他被禁止前往美国，他本人无法亲自去哈佛领奖，他打算发表的演讲词刊登在《纽约时报中文网》上。

## 著作
- 《天地翻覆──中國文化大革命史》（上、下篇）天地圖書有限公司,ISBN 9789888257553，2016年11月。
  - "Renverser ciel et terre - La tragédie de la Révolution culturelle, 1966-1976, French translation of 天地翻覆 by Louis Vincenolles, Éditions du Seuil, 2020年, ISBN 978-2-02-133118-9
- 《技術商品與技術市場》天津科學技術出版社1986年9月版，書號F713.5.00
- 《技術貿易學》中央民族學院出版社1991年5月版，ISBN 7-5011-0931-1
- 《社會奧秘之門》新華出版社1993年1月版，ISBN 7-5011-1754-3
- 《鄧小平時代：中國改革開放二十年紀實》中央編譯出版社1998年版，ISBN 7-80109-306-2；三聯書店（香港）有限公司1999年7月初版，ISBN 962-04-1659-7
- 《中國社會各階層分析》三聯書店（香港）有限公司 2000年5月初版，ISBN 962-04-1750-X
- 《中國當代社會各階層分析》（上書之中國大陸版）
  - 花城出版社 2006年6月，ISBN 7536047215，2009年6月再版，ISBN 9787536047211
  - 甘肅人民出版社 2006年12月，ISBN 722603493X
  - 江西高校出版社 2011年6月版，ISBN 9787549302239
- 《中國改革年代的政治鬥爭》，香港 Excellent Culture Press 2004年11月版，ISBN 962-675-803-1，天地圖書有限公司2010年12月修訂版，ISBN 978-988-219-355-0
- 《墓碑——中国六十年代大饥荒纪实》（上、下冊）天地圖書有限公司 2008年5月初版，ISBN 978-988-211-908-6；2009年6月修訂版，ISBN 9789882190665
  - 《Tombstone: The Untold Story of Mao's Great Famine》, translated by Stacy Mosher and Guo Jian, Allen Lane, 2012年, ISBN 978-1-84614-518-6
  - "Stèles - La grande famine en Chine, 1958-1961", French translation of 墓碑 by Louis Vincenolles, Éditions du Seuil, 2012年，ISBN 978-2-02-103015-0
- 《三十年河東：權力市場經濟的困境》武漢出版社2010年3月第一版，ISBN 978-7-5430-4588-0

## 外部連結
- 楊繼繩博客：搜狐／網易
- 楊繼繩：揮淚書民情 （页面存档备份，存于），2004年2月11日人民網
- 中國經濟學「包醫百病」是你的悲哀，2005年8月5日新快報
- 郭宇寬：記者要對歷史負責──對話楊繼繩，《南風窗》2006年6月15日
- 知識分子不再沉默了，胡化著，明報月刊2007年3月號
- 楊繼繩：「三十年河東」成現實[永久]，2010年4月7日北京晨報
- 楊繼繩 只有實事求是的報道能留住，2010年3月25日

新京報